# Pavel Nicolaïevitch Ignatiev
Pour les autres membres de la famille, voir Famille Ignatiev.
Pavel Nikolaïevitch Ignatiev (en russe : Павел Николаевич Игнатьев), né le 30 juin/12 juillet 1870 à Constantinople, Empire ottoman et mort le 12 août 1945 à Upper Melbourne, Québec, Canada, comte et homme d'État russe. Selon l'usage de l'époque en France, son nom de famille était orthographié en français Ignatieff. Pavel Nikolaïevitch Ignatiev fut ministre de l'instruction publique du 9 janvier 1915 au 27 décembre 1916. Avant d'occuper ce poste, le comte Ignatiev fut maréchal de la noblesse dans le comté de Lipovestki (province de Kiev). En 1904, il présida le conseil rural de Kiev. Nommé gouverneur de Kiev, il occupera ces fonctions de 1907 à 1908.

## Biographie

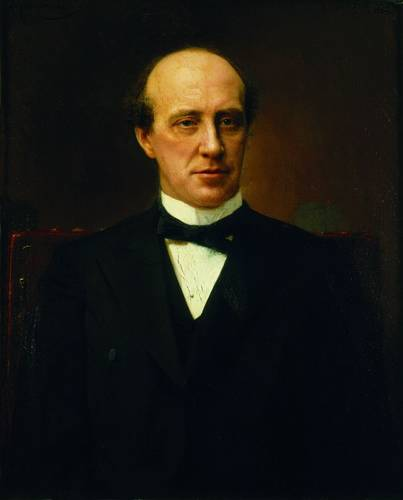
Iouri Stepanovitch Netchaïev-Maltsov (1834-1913).

Né à Constantinople, le comte Pavel Nikolaïevitch est le fils de Nikolaï Pavlovitch Ignatiev, ministre de l'intérieur sous Alexandre III de Russie, et de Iekaterina Leonidovna Golitsyna (1842-1917), elle-même fille du prince Leonid Mikhaïlovitch Golitsyne (1806-1860) et de Anna Matveevna Tolstaïa (1809-1897).
Il est issu d'une famille de la noblesse russe, et avait pour ascendant Fiodor Akinfovitch Biakont
En 1913, il est, avec le prince Elim Pavlovitch Demidov (1868-1943), l'héritier de Iouri Stepanovitch Netchaïev-Maltsov (1834-1913), décédé sans enfants. Cet industriel russe lui lègue les usines Gousevskoï Khroustalny Zabod, une cristallerie implantée à Gous-Khroustalny (oblast de Vladimir), les verreries de Novoselski (oblast de Tver) et de Tigodski, implantées près de Liouban (oblast de Léningrad).

### Carrière militaire
Le comte étudie à la Sorbonne puis à l'Université de Kiev, dont il sort diplômé en 1892. La même année, il obtient un poste au Ministère de l'Intérieur. Il effectue son service militaire dans un bataillon du Régiment de la Garde dont le commandant est le tsarévitch Nikolaï Alexandrovitch, futur Nicolas II de Russie.

### Administrateur

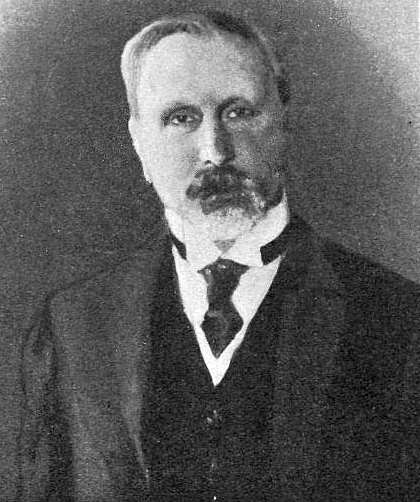
Alexandre Vasilievitch Krivocheïne, Directeur général de l'agriculture et de l'aménagement du territoire en 1915.

En 1895, le comte Ignatiev est élu maréchal de la noblesse du district de Lipovestki (province de Kiev). En 1904, il préside le zemstvo de la province de Kiev. Le 17 février 1907, il est nommé au poste de gouverneur de Kiev. En 1908, Pavel Nikolaïevitch entre au Conseil d'État. Le 13 avril 1909, il entre au Ministère de l'Agriculture, où il occupe les fonctions de Directeur du Département de l'Agriculture. En janvier 1912, il est nommé adjoint du directeur général de l'agriculture et de l'aménagement du territoire, Alexandre Vasilievitch Krivocheïne (1857-1921).

### Ministre de l'Instruction publique
Le comte Pavel Nikolaïevitch Ignatiev est l'adjoint du baron Mikhaïl Alexandrovitch von Taube, ministre de l'Instruction publique par intérim depuis le décès de Lev Aristidovitch Kasso survenu le 9 décembre 1914. Le 9 janvier 1915, sur la recommandation de Alexandre Vasilievitch Krivocheïne, Nicolas II de Russie lui confie le portefeuille de Ministre de l'Instruction publique. D'un esprit libéral, le comte est très populaire auprès des milieux intellectuels et du public. Il est d'ailleurs surnommé « Ministre de la confiance du public ». Afin de réaliser les réformes nécessaires dans le milieu scolaire, il sait créer des liens entre son ministère, la Douma d'État, le Conseil d'État, les collectivités territoriales et l'élite intellectuelle de l'Empire russe. 
Dès le début de son mandat de ministre de l'Instruction publique, le comte se heurte aux membres des forces conservatrices, ces derniers refusant toute réforme dans l'éducation. Toutefois, il bénéficie de l'appui des progressistes, ces derniers aspirant à des réformes drastiques. 
En avril 1915, le comte convoque une réunion des fiduciaires des districts scolaires de l'Empire russe (unités administratives territoriales de l'Empire russe, créées dans le cadre de la gestion des établissements d'enseignement du ministère de l'éducation publique entre 1803 et 1917, et dirigées par des syndics scolaires). Au cours de cette réunion, il détaille la nouvelle politique scolaire qu'il a l'intention de mettre en œuvre ; les travaux de la réforme de l'enseignement secondaire sont lancés (programme et notes explicatives), et publiés la même année. Ces documents, ainsi que d'autres programmes modèles développés par diverses commissions et leurs notes explicatives, seront en partie utilisés après la Révolution d'Octobre par les Bolcheviks dans la préparation des programmes.
Les réformistes du système éducatif instaurent une seule école (l'école secondaire), avec une scolarité de sept ans divisée en une première étape de 3 ans et une seconde de 4. Les élèvent étudient le Russe, la littérature classique, les langues étrangères, l'histoire, les sciences humaines ; la priorité est donnée à la langue et la littérature russes, à l'étude approfondie du grec et du latin, mathématiques et sciences naturelles étant également enseignées. Une attention toute particulière est accordée au respect des besoins de l'enseignement secondaire, de la société et des intérêts de l'économie. Il est également reconnu comme nécessaire d'assurer la continuité du programme d'études secondaires et des phases suivantes de formation. 
Une composante importante du projet de réforme du système éducatif est la démocratisation de l'éducation nationale en Russie, avec la création d'un comité de l'école secondaire composé de membres de la société. Les conseils pédagogiques des écoles obtiennent le droit de développer indépendamment des programmes des mesures pour résoudre les problèmes économiques.
Au cours de son mandat de ministre de l'Instruction publique, le comte Ignatiev organise deux réunions avec les fiduciaires des districts scolaires (en février 1915 et mars 1916), ainsi qu'un certain nombre de congrès pédagogiques où sont débattues les questions sur les réformes à venir. « Nous devons promouvoir le développement des forces productives du pays : l'école devrait servir la vie et les besoins de la population » », indique-t-il notamment. Malgré des contraintes budgétaires accrues au cours de la Première Guerre mondiale, le nombre d'établissements de l'enseignement secondaire et supérieur augmente, et le ministère réussit à obtenir des fonds pour soutenir un certain nombre d'écoles pour femmes et des universités privées.
En 1916, le comte Ignatiev tente d'instaurer en Russie l'école primaire universelle et l'enseignement technique et agricole, mais les forces conservatrices s'y opposent violemment et cette réforme est également rejetée par le gouvernement. En conséquence, le 1er janvier 1917, le comte Ignatiev reçoit le titre honorifique de maître de cavalerie de la cour, puis, le 9 janvier 1917, Nicolas II le démet de ses fonctions. Nikolaï Konstantinovitch Koultchitski lui succède.

### Révolution de Février

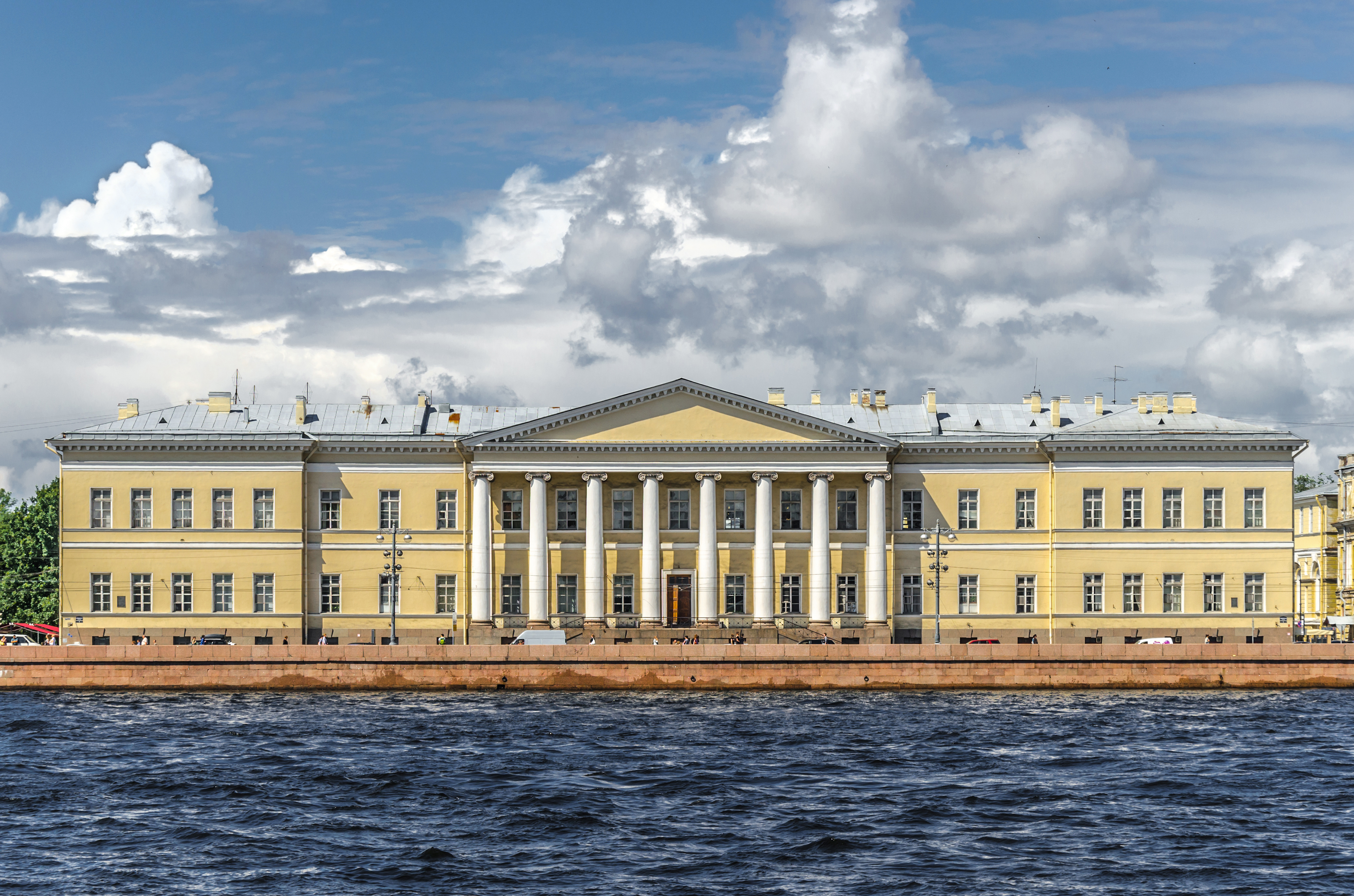
L'Académie des Sciences à Saint-Pétersbourg sur l'île Vassilievski.

Après les événements de février 1917, la Commission d'enquête du gouvernement provisoire soumet le comte Ignatiev à un interrogatoire. Elle enquête sur de possibles activités illégales de l'ex-ministre de Nicolas II. À l'automne 1917, il est néanmoins élu membre honoraire de l'Académie russe des Sciences (ce titre lui sera ôté par contumace en 1928, et restitué à titre posthume en 1990). En 1917, il est également nommé membre honoraire de l'Université de Petrograd.
En juillet 1917, le comte Ignatiev et sa famille s'installent à Kislovodsk. Au cours de son séjour dans cette ville du Caucase, il commence à écrire ses Mémoires. En octobre 1918, il est arrêté comme otage par la Tcheka et envoyé à Piatigorsk : mais grâce à son excellent travail au Ministère de l'Instruction publique, le conseil de Kislovodsk demande sa libération.

### Exil
Peu de temps après l'occupation du Caucase par les troupes de l'Armée blanche, le comte Ignatiev, accompagné de son épouse et de ses enfants, quitte Kislovodsk. En janvier 1919, la famille s'installe à Novorossiisk, puis émigre en Bulgarie en mars 1919. Le comte Ignatiev séjourne quelque temps en France puis s'installe en Grande-Bretagne en juillet 1920. Il préside l'organisation à l'étranger de la Croix-Rouge russe.

### Émigration au Canada
En 1925, la famille Ignatiev quitte la Grande-Bretagne pour le Canada. En 1928, elle s'installe définitivement à Melbourne au Québec.

### Mariage
Il épouse la princesse Natalia Nikolaïevna Mechtcherskaïa (1877-1944), fille du prince Nikolaï Petrovitch Mechtcherski (1829-1901) et de Maria Alexandrovna Panina (décédée en 1903) à l'église russe de Nice, le 16 avril 1903. Sept enfants naissent de cette union :
- Nikolaï Pavlovitch Ignatiev : (1904-1952), Doyen de l'Université de Toronto, époux de Helen Fraser.
- Vladimir Pavlovitch Ignatiev : (1905-vers 1987), époux de Florins Hargreaves.
- Alexeï Pavlovitch Ignatiev : (1907-vers 1986), agronome, époux de Marjorie Adams.
- Pavel Pavlovitch : (1908-1909).
- Leonid Pavlovitch Ignatiev : (1910- vers 1986), professeur de littérature.
- Gueorgui Pavlovitch Ignatiev.
- Alexandre Pavlovitch Ignatiev : (1916-1916)[14].

L'un de ses petits-fils, Michael Ignatieff, est un ancien chef du Parti libéral du Canada.

## Décès et inhumation
Le comte Pavel Nikolaïevitch Ignatiev meurt le 12 août 1945 à Melbourne (Québec). Il est inhumé au cimetière Saint-Andrew à Melbourne (Québec). Son épouse, ses fils, ses brus sont également inhumés dans ce cimetière.